# Kazuya Myodo
Kazuya Myodo (明堂 和也 Myōdō Kazuya?, nacido el 4 de abril de 1986 en Toyama, Toyama) es un exfutbolista japonés. Jugaba de centrocampista y su último club fue el Kataller Toyama de Japón.

## Trayectoria

### Clubes
| Club                     | País      | Año         |
| ------------------------ | --------- | ----------- |
| Japan Soccer College     | Japón     | 2005        |
| Albirex Niigata Singapur | Singapur  | 2006        |
| Japan Soccer College     | Japón     | 2007 - 2008 |
| Albirex Niigata          | Japón     | 2009 - 2010 |
| Pattaya United FC        | Tailandia | 2011        |
| Kataller Toyama          | Japón     | 2012        |

## Estadística de carrera

### J. League
| Club            | Año   | J. League | J. League | Copa J. League | Copa J. League | Total | Total |
| Club            | Año   | Part.     | Goles     | Part.          | Goles          | Part. | Goles |
| --------------- | ----- | --------- | --------- | -------------- | -------------- | ----- | ----- |
| Albirex Niigata | 2009  | 0         | 0         | 0              | 0              | 0     | 0     |
| Albirex Niigata | 2010  | 6         | 0         | 0              | 0              | 6     | 0     |
| Kataller Toyama | 2012  | 4         | 1         | -              | -              | 4     | 1     |
| Total           | Total | 10        | 1         | 0              | 0              | 10    | 1     |